# Nowoszyce (Oleśnica)
Pour les articles homonymes, voir Nowoszyce.
Nowoszyce est une localité polonaise de la gmina et du powiat d'Oleśnica en voïvodie de Basse-Silésie.